# Casona muntanyesa
|  | No s'ha de confondre amb Casa muntanyesa. |

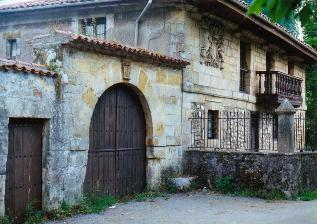
Casona muntanyesa

En Castella i Lleó, Astúries i Cantàbria (Espanya) es defineix com casona muntanyesa a la casa senyorial antiga, sent aquest l'edifici més característic de l'arquitectura tradicional muntanyesa.
L'aparició de la major part d'elles es produeix entre el segle xvii i el segle xviii, coincidint amb un cert creixement econòmic en la comunitat gràcies al desenvolupament del cultiu del blat de moro. Hi ha molt pocs exemples de segles anteriors.
Tipològicament es troben a mig camí entre l'habitatge rústic i els palaus; per això, participen tant dels factors arquitectònics i funcionals locals com de la incorporació d'elements decoratius propis dels estils artístics dominants.

## La casona com a símbol muntanyès
La casona forma part del mite de «La Montaña», de Cantàbria. Segons aquesta creença es tractaria d'un tipus de construcció de l'expressió autòctona de les essències sorgides de l'essència mateixa del caràcter càntabre i de la seva cultura popular, d'una arquitectura anònima sorgida d'un poble i no d'una categoria social.
En realitat és un producte d'un estament de la societat i d'una funció social que defineixen un estil de vida. La casona muntanyesa és producte d'una noblesa viatgera en què la seva repercussió va més enllà dels límits de la comunitat. Els grans llinatges càntabres s'han d'adaptar als nous temps, desprenent-se del seu origen militar i integrant-se a les noves activitats econòmiques.
A diferència de la casa muntanyesa, la casona muntanyesa no es tracta doncs d'una arquitectura popular, sinó d'una arquitectura de la noblesa feta per arquitectes amb noms i cognoms.

## Característiques
Tipològicament la casona muntanyesa es troba a mig camí entre la casa tradicional muntanyesa i els palaus. És per això que en elles s'inscriuen factors arquitectònics i funcionals de les diverses comarques de Cantàbria, així com la incorporació d'elements decoratius dels corrents arquitectònics predominants de l'època.

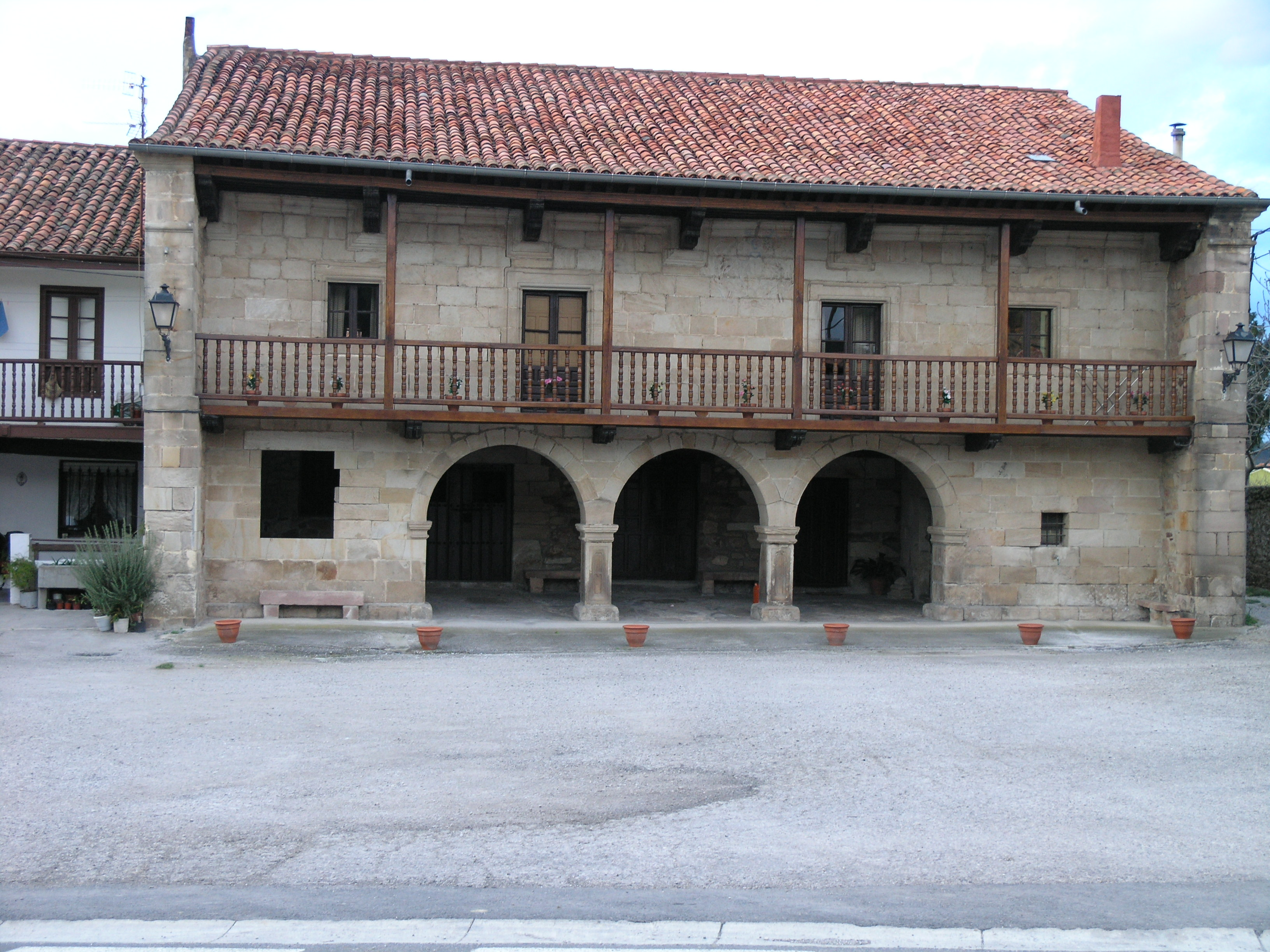
Casona en Viérnoles. S'observen les característiques típiques de la casona muntanyesa, com la porxada i l'àmplia solana amb murs tallafocs

El nombre de casones del segle xvi que encara persisteixen és escàs. D'aquest període destaquen el component militar original, com l'escassetat d'obertures i la rematada en les cantonades amb cubs massissos, aquests últims bé de caràcter estructural defensiu o merament estètic. Inicialment són, en general, d'ample fons i moderat desenvolupament en el sentit de la façana principal.
En els segles següents, l'entusiasme constructiu que hi va haver a la comunitat es va definir en l'edificació per tota Cantàbria d'un gran nombre d'aquestes casones, nobles edificis de planta rectangular, amb la façana principal ja en el costat més gran, el més distingit compost de carreus i presidit per grans escuts d'armes llaurats en pedra gres que reflectien l'estament i llinatge del seu propietari.
Un exemple de l'anterior el trobem en La Casona de las Fraguas Arxivat 2016-05-05 a Wayback Machine.; la façana principal neoclàssica té els seus orígines en el gust del seu aleshores propietari que, havent estat agregat a l'ambaixada Espanyola a Nàpols durant el segle xix, va adquirir el gust neoclàssic italià.
Les parets laterals, a l'est i a l'oest, solen prolongar-se amb carreu fins a la façana sud. Entre elles s'aixopluga a la planta baixa una porxada amb arcades i la solana en la primera. S'agreguen finestres d'ampit amb platabandes i coberta a dues o quatre aigües, segons el seu volum i la complexitat amb què s'articulava amb la resta d'edificis (solia existir també una capella i altres dependències annexes). Tot el conjunt era envoltat d'altes tàpies de paredat i calç amb una monumental portalada, de vegades decorada amb un altre escut en el seu timpà, que donava accés a la corralada.
Al segle xvii, es generalitza l'esmentada solana, un gran balcó que recorre tota la façana noble de l'edifici amb balustres de fusta tornejada, de vegades amb un acurat treball de talla. Segons les comarques, aquestes podien estar protegides per un ampli ràfec sostingut per permòdols tallats en roure.
En els nuclis urbans, la tipologia podia diferir per les condicions que marquen aquest tipus d'espais, encara que sempre respectant la planta ortogonal. A diferència de les rurals, les casones en àmbits urbans solen ser edificis entremitjaners, sent la façana principal un dels costats menors, la qual cosa accentua la desproporció entre aquesta i el fons.

## Distincions per comarques

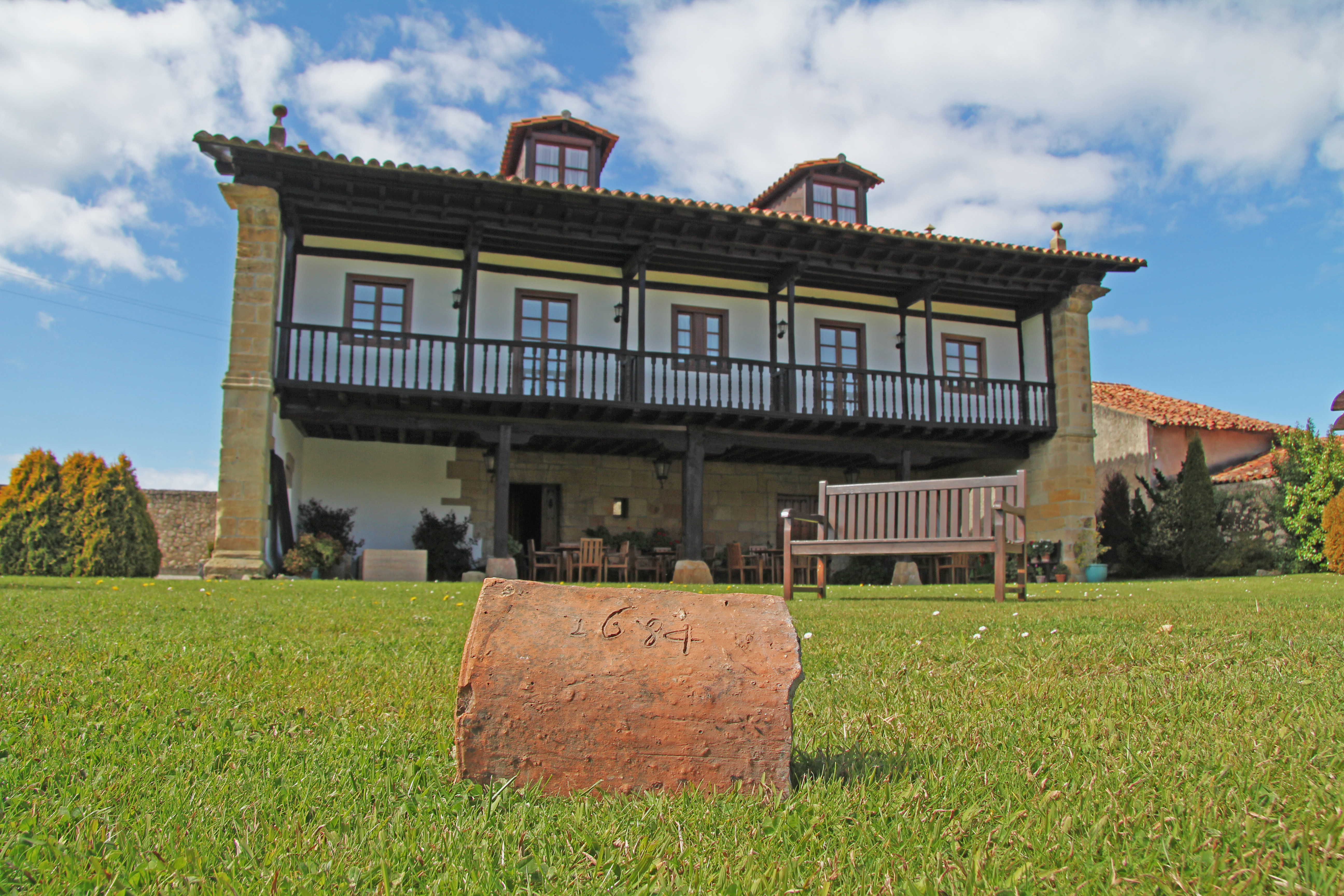
Casa-palau de los Gómez de Carandia, en Toñanes, casona de finals del reconstruïda en l'any 2002

Tot i que el patró és similar, existeixen diferències segons les comarques càntabres.
Així, la tendència a solanes sense murs tallafocs és molt característica de les valls de Cayón i Carriedo.
Per contra, en Trasmiera, malgrat que hi ha moltes casones amb solana, el model tradicional sol mancar d'ella, sent la façana principal de carreu amb finestres i una porxada amb dos arcs a l'exterior.
La casona campurriana tendeix a tancar obertures a conseqüència de la rigorositat del clima d'aquesta zona de Cantàbria, prescindint freqüentment de la solana i de la porxada.
Les casones asoneres destaquen per tenir planta quadrada amb dos o tres pisos i la teulada a quatre aigües, sent característiques les balconades corregudes exemptes amb bons exemples en Ruesga i Soba.
Finalment les casones lebaniegues destaquen per una major abundància en la fusta, els murs de canyís, maons i fins i tot de toves.